# Lisburn

Lisburn là một thành phố ở Bắc Ireland. Nó nằm phía tây nam Belfast bên sông Lagan, đó là ranh giới giữa hạt Antrim và hạt Down. Lisburn tạo thành một phần của vùng đô thị Belfast. Thành phố có dân số 71.465 người theo điều tra dân số năm 2001 và mật độ dân số của 243 cho mỗi km ². Ku vực hội đồng lớn hơn có dân số 114.000 người, làm cho nó lớn thứ hai của Hội đồng quận, huyện, sau Belfast.
Trước đây là một quận, Lisburn đã được cấp tình trạng thành phố vào năm 2002 như là một phần của lễ kỷ niệm Năm Thánh Nữ hoàng Elizabeth II. Đây là thành phố lớn thứ ba ở Bắc Ireland và lớn thứ sáu trên đảo Ireland, mặc dù các đề xuất thay đổi tình trạng của Tallaght sẽ làm cho nó thứ bảy.